# Rocher de Batail
Le rocher de Batail est un sommet des Pyrénées françaises dans le département de l'Ariège en région Occitanie. Il culmine à 1 716 m d'altitude. En limite sud de la commune de Brassac et en limite nord de la commune de Saurat, c'est le point culminant du massif de l'Arize.

## Géographie
Matérialisé par un grand cairn, le sommet est le point culminant d'une ligne de crête en limite sud du massif de l'Arize et séparant la forêt domaniale de Saurat en versant sud et la forêt domaniale du Consulat de Foix en versant nord.

### Géologie
À propos de la crête dominée par le rocher de Batail, François Taillefer commente ainsi : 

« Sur la crête principale, qui dépasse 1 600 m sur environ la moitié de sa longueur [...] apparaissent au-dessus de 1 500 m de véritables cirques [glaciaires] qui ont donné naissance, sur le versant nord, à des langues d'un ou deux kilomètres de long. »

## Activités

### Ascension
Situé sur le GRP du tour de la Barguillière et sur le GRP du tour du pic des Trois-Seigneurs, c'est un objectif de randonnée usité et facile pour les Fuxéens et les Tarasconnais. Il est possible de partir du Prat d'Albis, de Saurat (hameau de Stables) ou encore depuis le col de Port (1 249 m).

### Randonnée en raquettes
La randonnée hivernale est possible notamment en versant nord au-dessus de Brassac depuis le hameau de Péralbe, ou encore depuis le Prat d'Albis.